# Liste der Naturdenkmale in Baltmannsweiler
| Naturdenkmale | Anzahl |
| ------------- | ------ |
| FND           | 9      |
| END           | 6      |
| Gesamt        | 15     |

Die Liste der Naturdenkmale in Baltmannsweiler nennt die verordneten Naturdenkmale (ND) der im baden-württembergischen Landkreis Esslingen liegenden Gemeinde Baltmannsweiler. In Baltmannsweiler gibt es insgesamt fünfzehn als Naturdenkmal geschützte Objekte, davon neun flächenhafte Naturdenkmale (FND) und sechs Einzelgebilde-Naturdenkmal (END).
Stand: 30. Oktober 2016.

## Einzelgebilde (END)
| Name                                   | Bild | Kennung     | Einzelheiten                                                | Position | Fläche Hektar | Datum         |
| -------------------------------------- | ---- | ----------- | ----------------------------------------------------------- | -------- | ------------- | ------------- |
| 1 Eiche (Königineiche)                 | BW   | 81160070505 | Baltmannsweiler                                             | ⊙        | 0,0           | 25. Aug. 1983 |
| 1 Eiche (Zwillingseiche)               | BW   | 81160070504 | Baltmannsweiler Nicht mehr in der LUBW-Datenbank vorhanden. | ⊙        | 0,0           | 25. Aug. 1983 |
| 1 Eiche                                | BW   | 81160070506 | Baltmannsweiler                                             | ⊙        | 0,0           | 25. Aug. 1983 |
| 1 Wellingtonie (Mammutbaum)            | BW   | 81160070501 | Baltmannsweiler                                             | ⊙        | 0,0           | 25. Aug. 1983 |
| 1 Wellingtonie (Zwillingswellingtonie) | BW   | 81160070503 | Baltmannsweiler                                             | ⊙        | 0,0           | 25. Aug. 1983 |
| 1 Wellingtonie                         | BW   | 81160070507 | Baltmannsweiler                                             | ⊙        | 0,0           | 25. Aug. 1983 |
| Legende für Naturdenkmal               |      |             |                                                             |          |               |               |